# Ulpius Marcellus
Ulpius Marcellus war ein klassischer römischer Jurist, der um die Mitte des 2. Jahrhunderts wirkte. Sein Bürgerrecht wurde ihm von Kaiser Trajan verliehen.
Über seine persönlichen Hintergründe ist nur wenig bekannt, außer dass er über die ritterlichen Staatsämter nicht hinauskam. Nach der Historia Augusta soll er gemeinsam mit Javolen sowie einem Salvius Valens dem Consilium des Kaisers Antoninus Pius angehört haben. Seine darauf gestützte Datierung findet ihre Bestätigung darin, dass er ein Urteil des Mark Aurel und in diesem Zuge den Konsul Lucius Arrius Pudens und Titus Vitrasius Pollio erwähnt. In einem durch Ulpian überlieferten Zitat findet außerdem ein Ausspruch der Kaiser Mark Aurel und Lucius Verus Erwähnung.
Ob der Jurist mit dem gleichnamigen Statthalter der Provinz Britannien zu identifizieren ist, ist unklar. Cassius Dio, der von dessen militärischen Fähigkeiten berichtet, erwähnt jedenfalls keinen besonderen juristischen Sachverstand. Dass ein schon unter Antoninus Pius hochrangiger Jurist mehr als 20 Jahre später unter Commodus im Militär eine zweite Karriere durchlaufen haben sollte, gilt als eher unwahrscheinlich.
Marcellus verfasste 31 Bücher umfassende digesta, ein von späteren Juristen viel beachtetes Werk, kommentierte die leges iulia und papia in sechs Bänden und verfasste eine Sammlung von responsa. Durch die Digesten Kaiser Justinians sind jedoch Fragmente weiterer Werke überliefert. Demnach verfasste Ulpius Marcellus ein Werk namens Publica sowie weitere Werke zu verschiedenen öffentlichen Ämtern. Daneben kommentierte er Julian und Pomponius, während ihn selbst Scaevola und Ulpian kommentierten. Vor allem die spätklassischen Juristen Ulpian, Paulus und Modestin zitieren ihn oft.

## Werke
- Digestorum libri XXXI
- Ad legem Iuliam et Papiam libri VI
- De publicis iudiciis (?), (vgl. Digesten 3,2,22.)
- Resonsorum liber singularis